# Ḧ
Das Ḧ (kleingeschrieben ḧ) ist ein Buchstabe des lateinischen Schriftsystems. Es besteht aus einem H mit übergesetztem Trema.
Der Buchstabe wird sehr selten im kurdischen Kurmandschi-Alphabet verwendet. Dort wird es verwendet, um den entsprechenden Soranî-Buchstaben ح zu transliterieren. Dieser Laut kommt im Kurdischen selber nicht vor, sondern wird nur in Fremdwörtern verwendet, weswegen der Buchstabe sehr selten ist.

## Darstellung auf dem Computer
Unicode enthält das Ḧ an den Codepunkten U+1E26 (Großbuchstabe) und U+1E27 (Kleinbuchstabe).
In TeX kann man das Ḧ durch den Befehl \"H bzw. \"h bilden.